# كاشوبيا

علم كاشوبيا

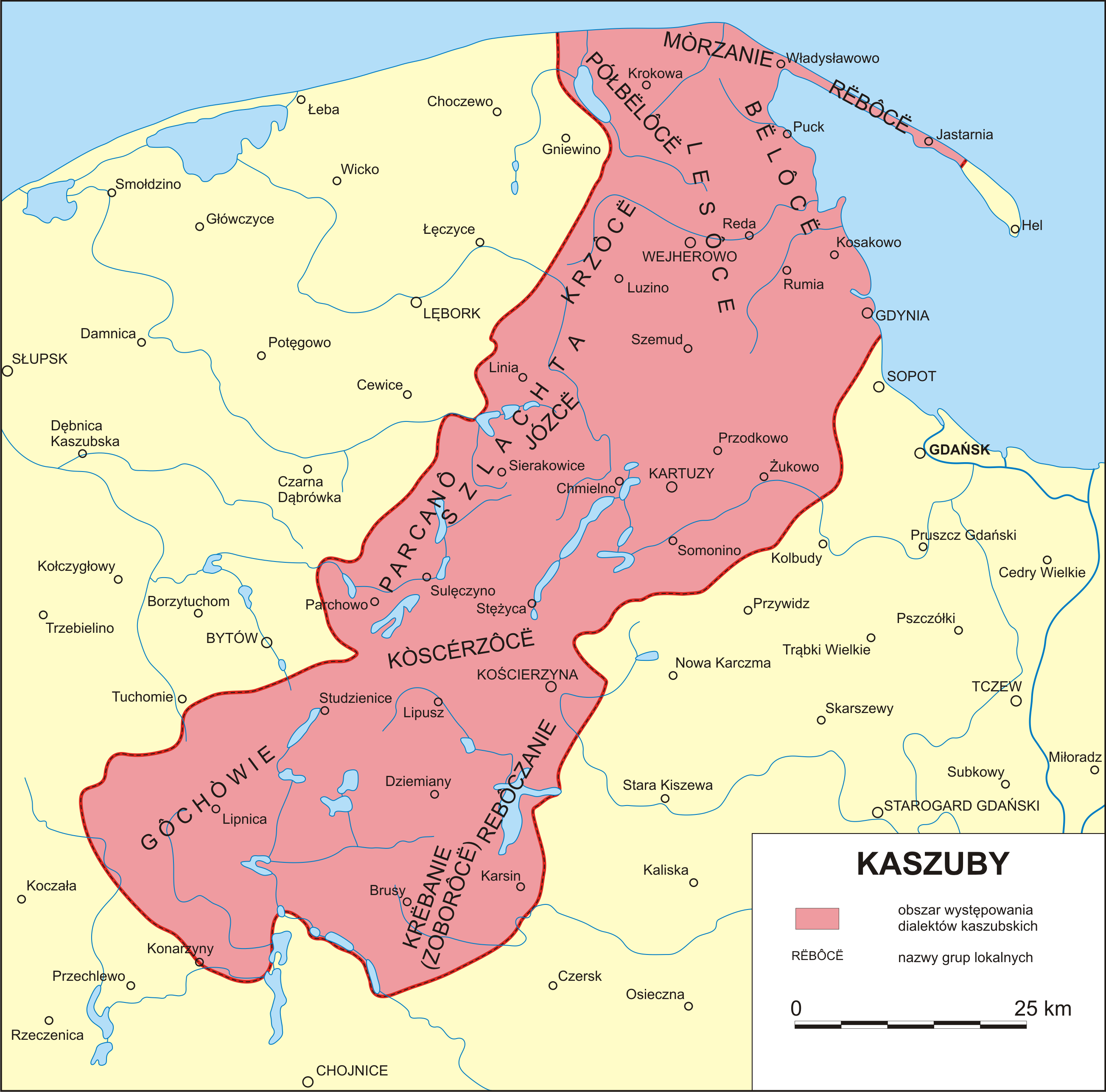
خارطة منطقة كاشوبيا

كاشوبيا (بالإنجليزية: Kashubia)‏ (باللغة الكاشوبية Kaszëbë) (باللغة البولندية Kaszuby) (بالألمانية: Kaschubien) هي منطقة لغوية تقع في بوميريليا ضمن منطقة بوميرانيا التاريخية في شمالي غربي بولندا، عند مصب نهر فيستولا، أبرز مدن هذه المنطقة غدانسك وغدينيا ويسكن المنطقة الكاشوبيون الذين يتكلمون اللغة الكاشوبية.

## اقرأ أيضاً
- كاشوبيون
- اللغة الكاشوبية